# Shō Hō
Shō Hō (尚豊, 1590–1640), aussi connu sous le nom Shengfeng, est un souverain du royaume de Ryūkyū. Il succède à Shō Nei, dont le règne a vu l'invasion de Ryūkyū par les forces japonaises en 1609 et la soumission du royaume au domaine de Satsuma. Il règne de 1621 jusqu'à 1640.

## Biographie
Shō Hō est le quatrième fils de Shō Kyū, troisième fils du roi Shō Gen. En 1616, il est nommé kokushō, position gouvernementale de haut niveau qui ressemble au poste de premier ministre ou principal conseiller royal, qui sera plus tard remplacé par la fonction de sessei.
Trios ans plus tard, Shō Hō est nommé prince de Nakagusuku et reçoit le magiri de Nakagusuku pour domaine. Le roi Shō Nei meurt sans héritier en 1621, et Shō Hō est choisi pour lui succéder. En tant que premier roi à être intronisé depuis l'invasion de Satsuma en 1609, la permission formelle et la reconnaissance de l'autorité du roi et de sa légitimité sont nécessaires avant de procéder à la cérémonie du couronnement, ce qui entraîne l'envoi de messagers en Chine. Par ailleurs, alors que Shō Ho conserve les pouvoirs liés à l'organisation des fonctions et de l'administration des peines, avec tout le prestige rituel du trône, Shō Nei est le dernier roi de Ryūkyū à décider personnellement, directement et absolument comme monarque. Nombre des décisions et des positions du gouvernement de Shō Ho sont soumises à l'approbation de Satsuma.
Les relations avec la Chine sont également tendues. Au début du règne de Shō Hō, les navires d'hommage d'Okinawa ne sont reçus qu'à Fuzhou seulement une fois tous les dix ans. La Cour impériale chinoise a réduit les missions d'hommage à cette fréquence à la suite de l'invasion japonaise de 1609, affirmant que cela a été fait en tenant compte de l'instabilité et de la pauvreté que le chaos de l'invasion a dû amener le royaume. En fait, ces missions d'hommage, seul moyen légal de commercer avec la Chine des Ming, sont essentiels à la prospérité économique du royaume. Aussi, lorsque les missions d'investiture sont échangées en 1623, et que les fonctionnaires de Ryūkyū réclament un retour au système de paiement de tribut tous les deux ans, il est décidé que les missions seront autorisées une fois tous les cinq ans.
Après un règne de vingt ans, Shō Hō meurt en 1640, et son fils Shō Ken lui succède.

## Source de la traduction
- (en) Cet article est partiellement ou en totalité issu de l’article de Wikipédia en anglais intitulé « Shō Hō » (voir la liste des auteurs).